# 1896年美国东岸飓风
1896年美国东岸飓风的移动速度非常缓慢，于1896年10月中旬吹袭佛罗里达州至新英格兰之间的美国东岸地区。风暴于10月7日在墨西哥湾南部形成，是1896年大西洋飓风季的第五个热带气旋，在佛罗里达州引起轻度破坏，并用两天时间穿越该州。10月10至13日，飓风沿海岸线向东北飘移，所达最高强度在现代萨菲尔-辛普森飓风等级下属二级飓风标准范围。受风暴影响，美国东岸多地近海波涛汹涌，航运也因东北风的不利影响受阻。
中大西洋地区海岸沿线因风暴潮引发洪灾，弗吉尼亚屏障群岛中的科布岛被淹并受到严重侵蚀，许多酒店和房屋受到重创，岛上居民之后撤离，这里作为度假胜地的历史也划上句点。泽西海岸沿线低洼地区的多条铁路被淹，还有板桥毁于一旦，海滩上大量房屋受创。纽约州康尼岛的沿海设施受到价值20万美元的破坏。吹袭新英格兰东部的阵风时速达到130公里，当地航运受到重大影响。气旋在海上引发两起事故，导致四人死亡。整场飓风造成的损失总额约为50万美元。

## 气象历史
1896年大西洋飓风季的第五个热带气旋最早是10月7日在墨西哥湾南部出现，起初属弱热带风暴。气旋朝东北偏东移动，于协调世界时10月9日凌晨2点左右从西南佛罗里达某个人烟稀少的区域登陆。经过该州西北狭长地带后，风暴从塞巴斯蒂安附近入海。气旋略朝东北转向并逐渐增强，于10月10日达到飓风强度。当晚，佛罗里达州杰克逊维尔至波士顿间的美国东岸地区已进入飓风警告生效状态。
飓风的移动速度异常缓慢，于10月11日清晨达到最高强度，估计持续风速达到每小时155公里。不久，风暴从北卡罗莱纳州哈特拉斯角（Cape Hatteras）东南方向约185公里近海经过，这也是气旋距陆地最近的时刻。受气旋影响，弗吉尼亚州至新英格兰南部沿海地区接下来几天里出现飓风强度阵风随着行经洋面纬度升高，飓风强度逐渐回落。风暴从纽约近海掠过期间，当地温度低于以往正常水平，这表明气旋会逐渐失去热带天气系统特征。10月14日凌晨0点，风暴完全转变成温带气旋，北纬41°海域风速没有超出热带风暴标准。约一天后，温带气旋的残留部分吹袭新斯科舍中部沿海，最终于10月16日逐渐消散。

## 影响

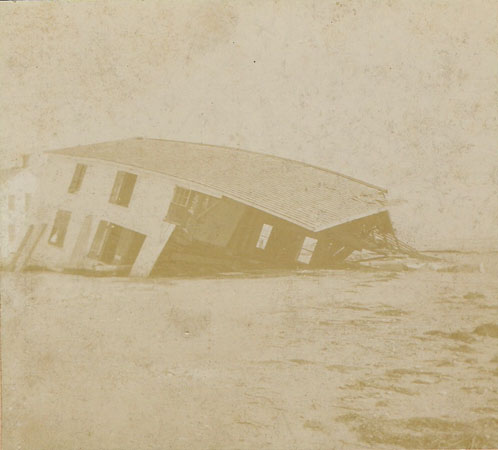
科布岛（属弗吉尼亚屏障群岛）酒店在风暴期间被毁

风暴登陆佛罗里达州时强度尚弱，所以造成的破坏程度很轻，蓬塔戈尔达局部沿海地点发生洪灾。气旋北面还出现龙卷风，导致一户民宅及附属建筑被毁。佛罗里达州东北部的东北风达到烈风强度，还受到高涨的海潮影响，费南迪纳比奇的原木码头被淹，佛罗里达中部及半岛铁路部分路段被冲毁。圣奥古斯丁发生街道洪灾，但没有遭受显著破坏。
强烈的东北风在北卡罗莱纳州外滩群岛持续肆虐三天之久，并以戴尔县的基蒂霍克（Kitty Hawk）10月11日所测风速最高，达每小时116公里。弗吉尼亚角（Virginia Capes）沿线风速达到每小时110公里，更西面的诺福克风力时速65公里。10月12日，“亨利利奇菲尔德号”（Henry A. Litchfield）货轮在弗吉尼亚角搁浅。风暴潮将亨利角灯塔管理员的房屋淹没并冲走多条电线杆。弗吉尼亚海滩也遭受重大破坏，部分渔网被大浪摧毁，防水墙崩塌，所幸前期警告发布及时，风暴期间大部分船只在港口安然渡过。受洪水影响，迪斯默尔沼泽运河（Dismal Swamp Canal）位于诺福克附近部分河岸受损严重，局部出现坍塌。风暴还导致弗吉尼亚屏障群岛（Virginia Barrier Islands）部分被淹，知名避暑胜地科布岛被完全淹没，水深至少有30厘米。高达12米的汹涌海浪将部分房屋摧毁，还有一些埋在沙下，只是没有完全没顶，岛上四处淤积着许多小船。两名女子差点被卷入大海，幸得美国救生服务队（United States Life-Saving Service）救援。由于水位持续上涨，部分居民被迫逃到楼房上层等待救援。科布岛酒店毁于一旦，岛上几乎所有建筑都受到一定程度损伤。受风暴影响，全岛面积缩减50公顷，降幅达三分之二，岛上居民之后全部撤离，度假胜地不复存在。飓风移动缓慢，所以洪灾一直持续到两天后才开始消退。
“路德罗比号”（Luther A. Roby）双桅纵帆船在亨洛彭角（Cape Henlopen）附近的特拉华州海岸搁浅，船上三人遇难，另有五人在救援人员协助下脱险。此外，“英纳戴尔男爵号”（Baron Innerdale）汽船在海上受损，一名船员被卷入大海。

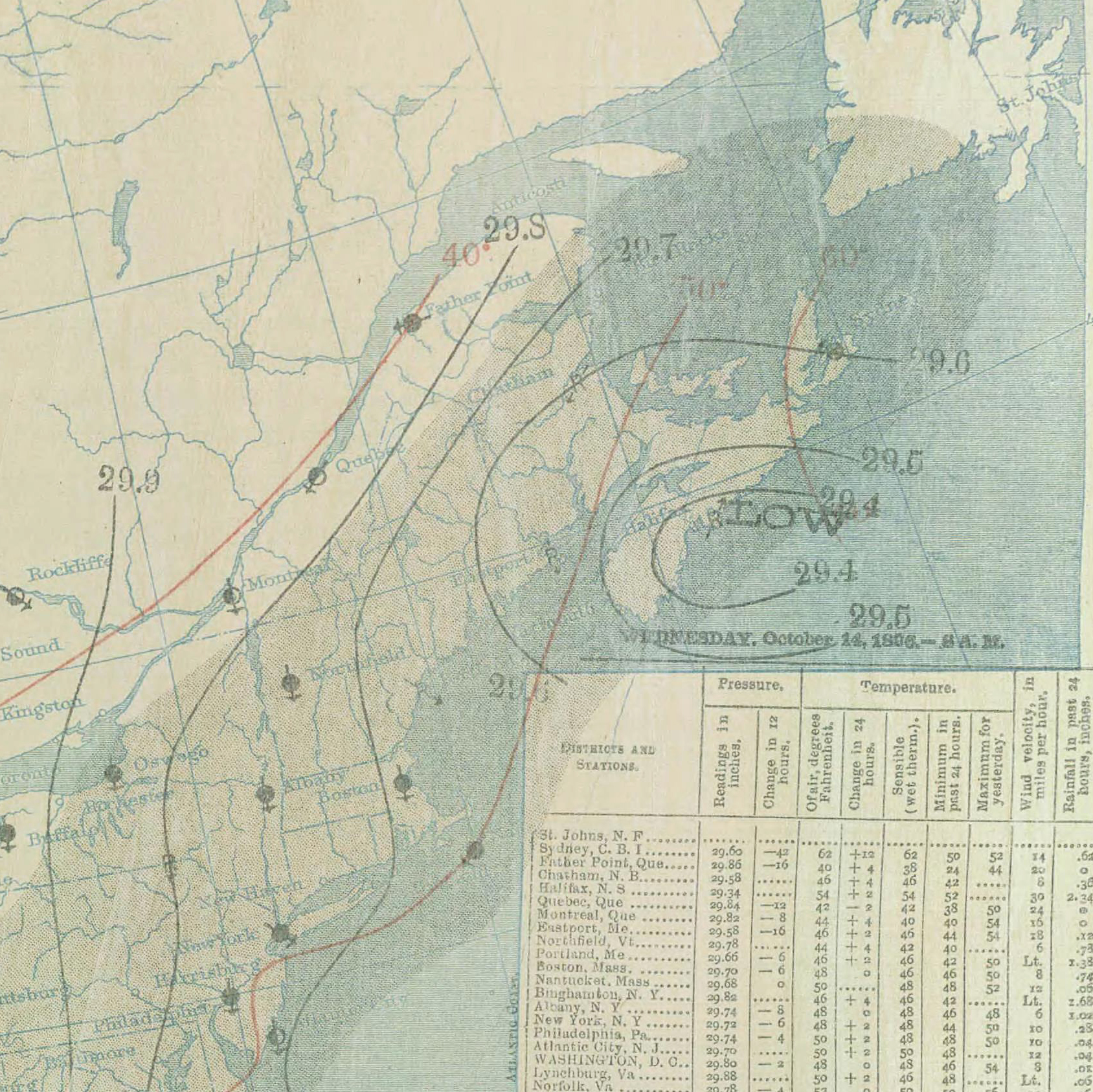
10月14日，飓风转变成的温带风暴位于新斯科舍附近。

新泽西州至新英格兰间的美国东北部沿海地区灾情最为严重。单海滨物业就因洪灾和长时间的狂风受到估计价值50万美元的破坏。大量小型房屋、海堤和码头受损或被毁。泽西海岸阵风时速达到120公里，掀开部分建筑的屋顶之余，还将一些避暑别墅刮跑，地基断裂。阿斯伯里帕克一条约800米长的木板人行道在风暴中支离破碎，碎片还砸到许多房屋和商铺。巨大的海浪吸引到成千上万人取在海岸沿线观看。海岛城（Sea Isle City）有一间大酒店和许多房屋毁于一旦。城内多条街道水淹严重，沿海部分游艇受损。虽有船长同风暴奋战约30小时，但“斯巴达号”（Spartan）汽船依然在海岛城南不远处搁浅。受沉船支离破碎的残骸影响，大西洋城一处游乐码头遭到重创，还有一处游乐码头因大浪受损。大西洋城的阵风时速为90公里，部分房屋被洪水所困，居民只能乘船逃离。风暴冲毁通往开普梅县大洋城（Ocean City）的铁路，城区一度与世隔绝，此外尚有开普梅以南的多条铁路被淹。大风还将内陆区域少量树木刮倒，部分电缆中断。由于海潮高涨，莫里斯河（Maurice River）位于坎伯兰县米尔维尔（Millville）境内河段泛滥成灾，临近田地庄稼受损。
大部分遭1893年纽约飓风摧毁的霍格岛（Hog Island）此时又受到大浪的进一步侵蚀。康尼岛多处海滩、凉亭、澡堂和木板人行道遭受严重损伤，布莱顿海滩（Brighton Beach）许多小型建被完全冲毁，不知所踪。估计该岛遭受的经济损失至少有20万美元。皇后区法洛克卫（Far Rockaway）海滨部分架空房屋被夷平，汹涌的洪水深入内陆，多家酒店的积水至少有60厘米深。受风暴影响，新英格兰所有的船只连续数天都只能停在港口。罗得岛州布洛克岛（Block Island）测得时速130公里阵风，比其他地点都高。马萨诸塞州以南塔克特风速最高，达到每小时97公里，波士顿风力时速也有84公里。罗德岛州华盛顿县纳拉干西特码头（Narragansett Pier）的一幢建筑因风暴导致地基断裂，另有一段海堤被毁。南波士顿（South Boston）附近有15艘游艇挣脱锚固并搁浅，另有多艘沉没。“阿尔萨丁号”（Alsatin）双桅纵帆船在贝克岛近海沉没，所幸船员获路过的汽船救援。诺福克县 (马萨诸塞州)科哈西特（Cohasset）由马萨诸塞人道协会（Massachusetts Humane Society）新建成的救生艇站被毁。此外，气旋进去新斯科舍上空后，哈利法克斯也出现阵风和中等程度降水。